# Brachionus pterodinoides
Brachionus pterodinoides is een raderdiertjessoort uit de familie Brachionidae. De wetenschappelijke naam van deze soort is voor het eerst geldig gepubliceerd in 1913 door Rousselet.